# Formiga-rainha

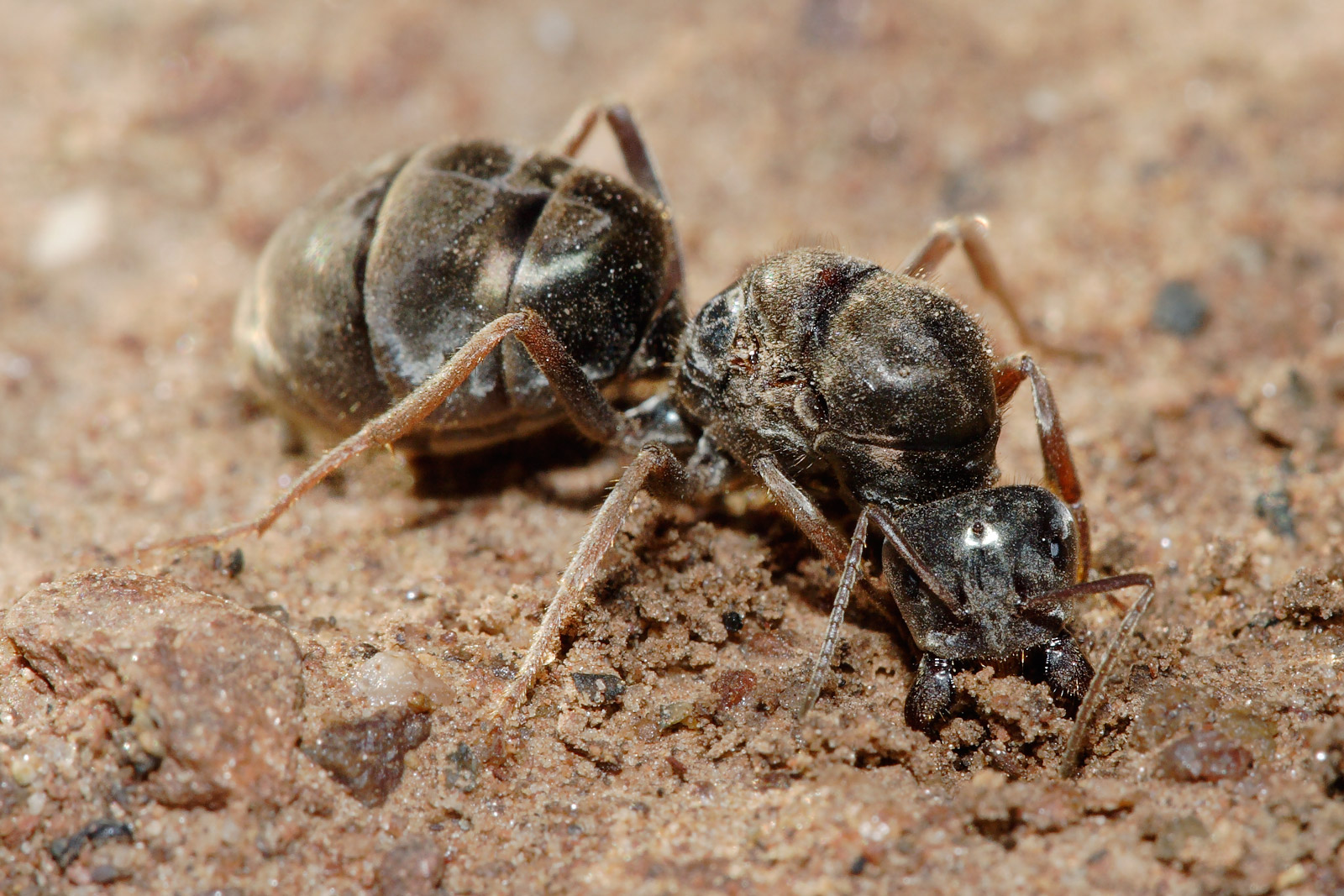
Uma formiga-rainha cavando um formigueiro para iniciar uma nova sociedade.

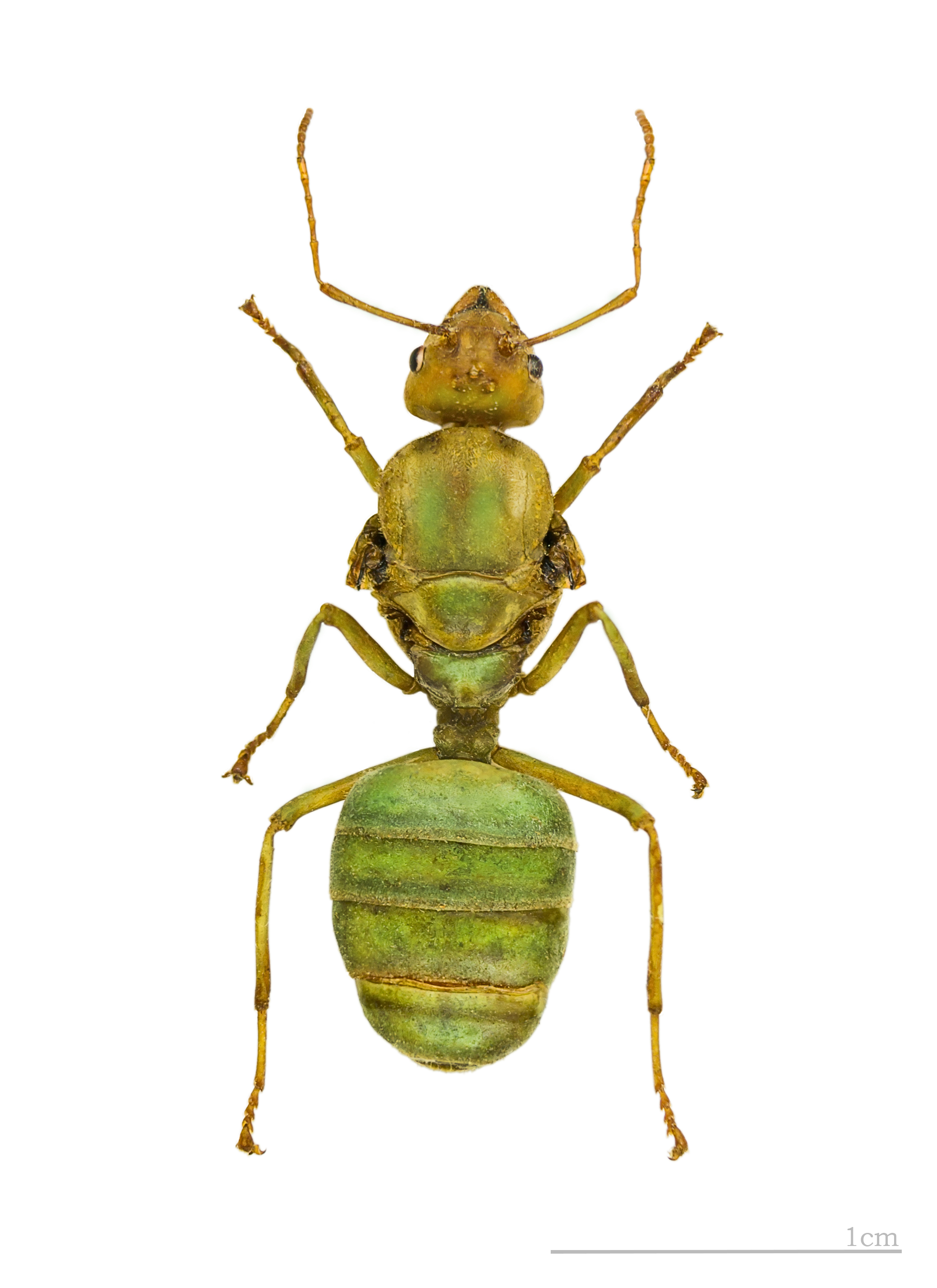
Oecophylla smaragdina rainha

É chamada de formiga-rainha uma formiga adulta, fêmea e fértil; sendo ela, geralmente, mãe de todas as outras formigas da sociedade. Elas se desenvolvem a partir de larvas criadas especialmente para se tornarem sexualmente maduras. Dependendo da espécie pode-se encontrar entre uma e dez rainhas em uma sociedade.

## Anatomia
A anatomia de uma formiga-rainha é muito similar ao das outras formigas, no entanto elas são consideravelmente maiores. Como as demais formigas, as rainhas possuem uma carapaça resistente, chamada exoesqueleto, e seus corpos são divididos em três partes: cabeça, tórax e abdomen. Elas possuem um par de antenas retráteis que podem ser estendidas para investigar um objeto, como também 3 olhos no topo da cabeça usado especificamente no voo nupcial para saber se predadores estão por perto. Diferentemente das outras formigas, as rainhas jovens possuem um par de asas que são utilizadas somente para o voo nupcial, após o qual são removidas pelas próprias rainhas ou pelas operárias. Depois de algum tempo essas asas crescem de novo e pode acontecer outro desses voos.

## Ciclo de vida
As rainhas das saúvas, podendo viver até 20 anos, mas as operárias apenas de 2 a 4 anos.

### Desenvolvimento
Como qualquer formiga, a rainha se desenvolve a partir de quatro estágios: ovo, larva, pupa e fase adulta. As larvas não possuem patas, mas são capazes de realizar pequenos movimentos, como esticar a cabeça em direção ao alimento quando estão com fome. Durante esse estágio os níveis de cuidado e nutrição irão determinar que tipo de formiga irão se tornar. Quando recebem pouco alimento, as larvas se tornam operárias; no entanto, quando uma larva recebe uma dose extra de alimento, ela irá se desenvolver em uma rainha.

### O voo nupcial

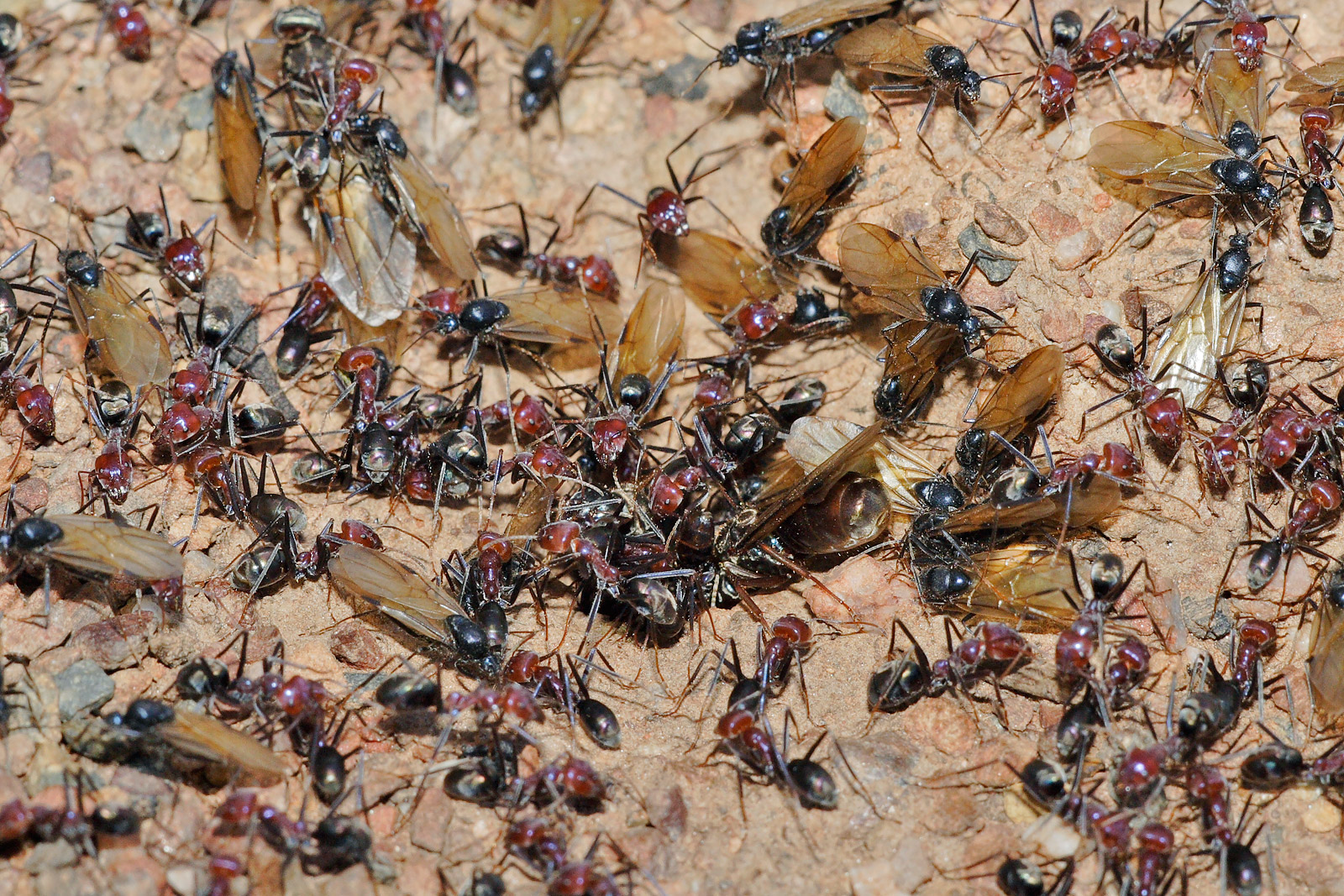
Formigas aladas se preparando para o Voo nupcial.

Quando as condições são favoráveis, com pouco vento e sem chuva, grande quantidade de formigas aladas deixam as suas sociedades e se preparam para o voo nupcial. Os acasalamentos ocorrem entre formigas de diferentes sociedades, porém da mesma espécie. Durante o acasalamento o macho fecunda a fêmea e, logo em seguida, morre. As rainhas voam por grandes distâncias até encontrar um local para iniciar uma nova colônia; uma vez que encontram um lugar adequado, cortam suas asas e iniciam a escavação do formigueiro.

### Uma nova sociedade
Uma vez que a rainha encontra um local propício, irá cavar ela mesma um túnel, formando uma pequena câmara. Ela irá selar a entrada da câmara e, exceto se forçada, nunca mais emergirá, se tornando fotofóbica.
A rainha, normalmente, inicia de imediato a postura de ovos mas, às vezes, pode esperar o início do verão. Ela põe, aproximadamente, um ovo por dia. Os ovos se desenvolvem em larvas após, aproximadamente, 25 dias e, depois de mais 10 dias, forma-se um casulo. Se as condições forem favoráveis, as operárias emergirão dentro de poucas semanas. A rainha irá se alimentar ou beber somente quando as operárias tiverem emergido; ela sobreviverá se alimentando dos músculos atrofiados de suas asas, além de consumir alguns de seus ovos.
Aproximadamente 60 dias após a postura dos primeiros ovos, começam a surgir as operárias. Elas emergem e iniciam imediatamente a busca por comida; a rainha agora passa a receber alimento das operárias, que também passam a cuidar das novas larvas. Em um ano pode-se chegar a ter entre 300 e 1000 operárias.

### Estabelecimento da sociedade

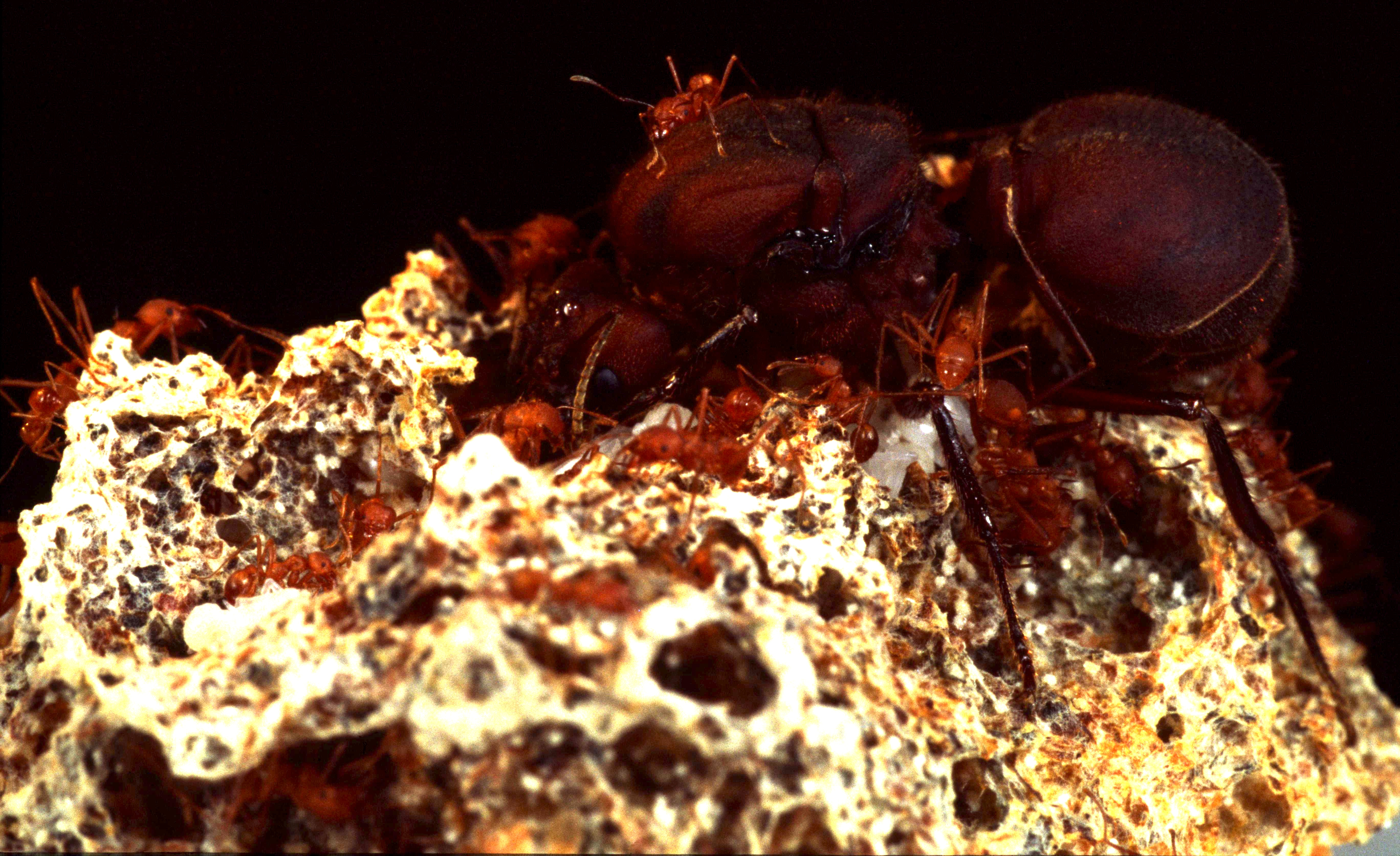
Formiga-rainha da espécie Atta colombica com algumas larvas e operárias.

Ao contrário do que o termo sugere, as rainhas não exercem qualquer tipo de autoridade sobre a sociedade, sendo sua única função a de ser reprodutora. Uma vez que uma sociedade se estabelece, as operárias irão alimentar e cuidar da rainha. Devido à complexa estrutura social das formigas e por estas serem relativamente simples, pode-se pensar uma colônia como sendo um organismo e as formigas como sendo suas células. Formigas raramente conseguem sobreviver individualmente.

### Reprodução
Uma vez estando a colônia estabelecida, a rainha continuará a pôr ovos. Durante a postura, a rainha pode optar por fertilizar o ovo com esperma armazenado em sua espermateca, podendo gerar operárias ou alguns poucos machos. Se as larvas de ovos fertilizados forem adequadamente nutridas, podem dar origem a novas rainhas.